# بانک تات
بانک تات هشتمین بانک خصوصی ایران بود که در ۸ آبان ۱۳۸۸ (۸۸/۸/۸) گشایش یافت. این بانک با مدیریت عاملی سید بهاءالدین هاشمی با سرمایهٔ ۲۰۰ میلیارد تومان آغاز به کار کرد. شعار این بانک تجربه، اعتماد، توسعه (تات) بود.
بانک تات به تعدادی از سرمایه داران بنام کشور تعلق داشت.
به گفته یک نماینده مجلس در جلسه غیر علنی مجلس برای بررسی موضوع اختلاس چند هزار میلیارد تومانی در ۲۷ شهریور رئیس سازمان بازرسی کل کشور مدعی شد که در تأسیس بانک تات نیز به شیوه بانک آریا عمل شده‌است. به دلیل مشکل در شفاف سازی سهامداران، این بانک منحل شد و بانک آینده را به وجود آورد.